# 기독교대한하나님의성회 (순복음)
기독교대한하나님의성회(순복음) (基督敎大韓하나님의聖會(純福音)은 기독교대한하나님의성회에서 갈라져 나온 교단이다.
소재지는 서울시 동작구 사당동이다.
현재는 기독교대한하나님의성회와 재통합하였다.